# Szawe Cijjon
Szawe Cijjon (hebr. שבי ציון; ang. Shave Ziyyon, lub także Shavei Tzion) – moszaw położony w Samorządzie Regionu Matte Aszer, w Dystrykcie Północnym, w Izraelu.

## Położenie
Moszaw Szawe Cijjon jest położony na wysokości 4 metrów n.p.m. w północnej części równiny przybrzeżnej Izraela. Leży bezpośrednio na wybrzeżu Morza Śródziemnego. Na północ od osady przepływa strumień Bet ha-Emek. W otoczeniu moszawu Szawe Cijjon znajdują się miasto Naharijja, miejscowość Mazra’a, moszawy Regba i Bustan ha-Galil, oraz kibuce Ewron, Lochame ha-Geta’ot i Szamerat. Na południowy wschód od moszawu jest położony baza wojskowa Szraga, będąca bazą Brygady Golani.

### Podział administracyjny
Szawe Cijjon jest położony w Samorządzie Regionu Matte Aszer, w Poddystrykcie Akka, w Dystrykcie Północnym.

## Demografia
Stałymi mieszkańcami moszawu są wyłącznie Żydzi. Tutejsza populacja jest świecka:

Źródło danych: Central Bureau of Statistics.

## Historia

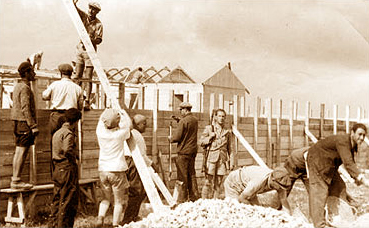
Budowa estakady obronnej moszawu Szawe Cijjon

W wyniku I wojny światowej w 1918 roku cała Palestyna przeszła pod panowanie Brytyjczyków, którzy utworzyli Mandat Palestyny. W kolejnych latach okoliczne grunty zaczęły odkupywać od arabskich właścicieli żydowskie organizacje syjonistyczne. Dzięki temu, w dniu 13 kwietnia 1938 roku powstał współczesny moszaw Szawe Cijjon. W skład grupy założycielskiej wchodzili imigranci z Niemiec. Była to typowa osada obronna z wieżą strażniczą i palisadą obronną. Po II wojnie światowej w 1945 roku mieszkańcy zaczęli razem z prywatnymi deweloperami budowę hotelu i ośrodka wypoczynkowego dla turystów. Z czasem rozwinął się on w sąsiednią, odrębną od moszawu dzielnicę. Przyjęta 29 listopada 1947 roku Rezolucja Zgromadzenia Ogólnego ONZ nr 181 przyznała te tereny państwu arabskiemu. Podczas wojny domowej w Mandacie Palestyny w 1948 roku w rejonie tym działały siły Arabskiej Armii Wyzwoleńczej, które paraliżowały żydowską komunikację w całej Galilei. W wyniku I wojny izraelsko-arabskiej 1948-1949 większość okolicznych arabskich wiosek została wysiedlona, a Zachodnia Galilea została zdominowana przez społeczność żydowską. W 1949 roku nastąpiło połączenie moszawu z sąsiednią dzielnicą hotelową w jedną osadę.

## Miasta partnerskie
Moszaw posiada jedno miasto partnerskie - Stuttgart w Niemczech.

## Kultura i sport
W moszawie jest ośrodek kultury z biblioteką. Z obiektów sportowych jest boisko do piłki nożnej oraz basen pływacki.

## Edukacja
Moszaw utrzymuje przedszkole. Starsze dzieci są dowożone do szkoły podstawowej w moszawie Regba.

## Gospodarka
Gospodarka moszawu opiera się na rolnictwie i sadownictwie. Uprawia się głównie awokado. Jest także ferma drobiu. Coraz większą rolę odgrywa obsługa ruchu turystycznego. Tutejsze plaże przyciągają licznych turystów, którzy mogą w moszawie wynająć domki noclegowe oraz skorzystać z restauracji. W osadzie jest także hotel Hofit.

## Transport
Z moszawu wyjeżdża się na wschód na drogę ekspresową nr 4, którą jadąc na północ dojeżdża się do miejscowości Mazra’a i miasta Naharijja, lub na południe do skrzyżowania z drogą nr 8611 przy moszawie Regba (prowadzi na wschód do wioski Nes Ammim) i dalej do kibucu Lochame ha-Geta’ot.